# Christine Koller (Autorin, 1967)

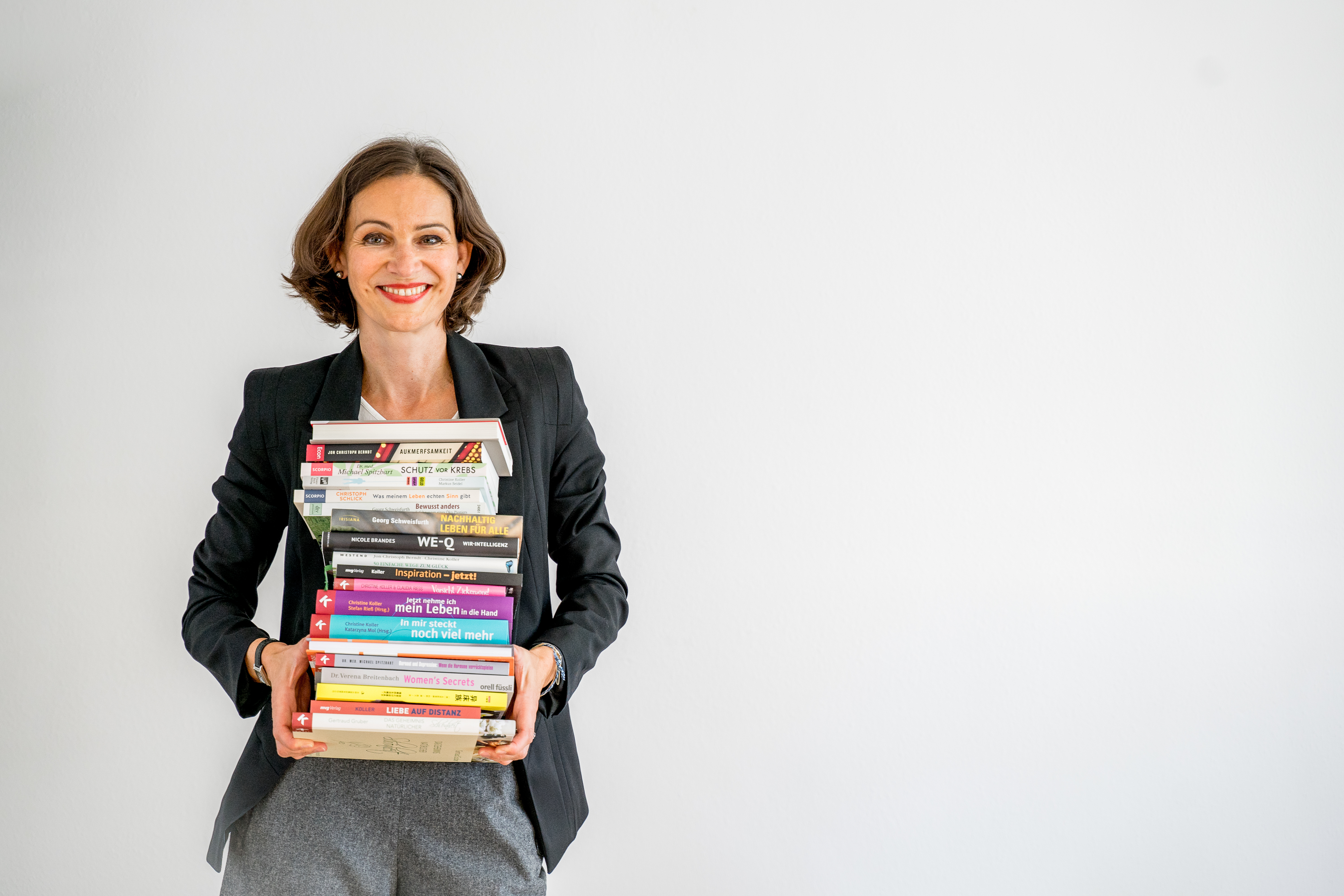
Christine Koller mit einer Auswahl der von ihr geschriebenen Bücher. Foto: Susanne Krauss

Christine Koller (* 1967 in Burglengenfeld) ist eine deutsche Autorin, Ghostwriter und Coach.

## Leben
Christine Koller studierte in Regensburg Chemie, Kunst und Germanistik und war 20 Jahre als Journalistin für deutsche Medien (Focus, Impulse, Handelsblatt, ProSieben, Brand eins, Emotion) tätig. Heute schreibt sie über Gesellschaft, Ökologie, Trends, Erfolgsfaktoren und Mindset, unter anderem als Ghostwriterin Bücher für und über andere.

## Schriften (Auswahl)
- als Hrsg. mit Stefan Rieß: Jetzt nehme ich mein Leben in die Hand. 21 Coaching-Profis verraten ihre effektivsten Strategien. Kösel, ISBN 978-3-466-30825-5.
- als Hrsg. mit Katarzyna Mol: In mir steckt noch viel mehr. 21 Profis zeigen, wie Sie Ihr Potenzial nutzen. Das Coaching-Handbuch. Kösel, ISBN 978-3-466-30902-3.
- Liebe auf Distanz. mvg, 2004, ISBN 3-478-73470-3.
- Inspiration – jetzt! Wie Sie spielend neue Ideen und Problemlösungen finden. mvg, 2007, ISBN 978-3-636-06354-0.
- Bewusst anders. dtv, 2012, ISBN 978-3-423-24951-5.[7]
- Geld war gestern. Finanzbuch, 2014, ISBN 978-3-89879-858-7.
- Wer gebraucht wird, lebt länger. Econ, 2020, ISBN 978-3-430-21031-7.